# FitnessX
FitnessX er en dansk kæde af motionscentre. Ved åbningen den 1. oktober 2020 havde kæden 22 centre, hvor de fleste tidligere var en del af Fitness 1-kæden. I marts 2023 var antallet af centre på 25.

## Historie
Per Lyngbak Nielsen som tidligere var topchef og medejer af Fitness World, gik i 2020 sammen med ejeren af Fitness 1-centrene Jens Refsing Andersen, om at skabe en ny landsdækkende kæde af fitnesscentre i Danmark. Egenkapitalen var 100 mio. kr. Fundamentet for det nye FitnessX blev en del af de hidtidige Fitness 1-centre, og ved åbningen i oktober 2020 var der 22 FitnessX-afdelinger i landet. Planen var at antallet skulle op på 100 centre inden fem år. På grund af den nationale nedlukning af landet som følge af coronaviruspandemien, blev der som planlagt ikke åbnet flere centre, og i 2021 kom FitnessX ud med et underskud på 15 mio. kr. I marts 2023 havde kæden åbnet fire nye centre og lukket ét, og antallet var nu på 25.
Ved åbningen i 2020 ville kæden ikke indgå i et samarbejde med Anti Doping Danmark om at deres kunder kunne blive dopingtestet. FitnessX var heller ikke medlem af fitnesscentrenes brancheorganisation, Dansk Fitness & Helse Organisation.

## Placering

### Danmark, undtaget København og Aarhus
| Region      | Antal | Sted |
| ----------- | ----- | --- |
| Sjælland    | 2     | Roskilde, Slagelse |
| Syddanmark  | 2     | Esbjerg (Jagtvej), Esbjerg (Strandbytorv) |
| Midtjylland | 7     | Holstebro (Struervej), Holstebro (Vestergade), Horsens (Emil Møllers Gade), Horsens (Høegh Guldbergs Gade), Randers (Haraldsvej), Randers (Vestergrave), Viborg |
| Nordjylland | 1     | Hjørring |

### Storkøbenhavn
| Kommune        | Antal | Sted                                 |
| -------------- | ----- | ------------------------------------ |
| Ballerup       | 1     | Ballerup                             |
| Frederiksberg  | 1     | Nordre Fasanvej                      |
| København      | 2     | Carlsberg Byen, Valby (Vigerslevvej) |
| Lyngby-Taarbæk | 1     | Virum                                |
| Tårnby         | 1     | Femøren                              |

### Aarhus
| Kommune | Antal | Sted                                                                  |
| ------- | ----- | --------------------------------------------------------------------- |
| Aarhus  | 7     | Ankersgade, Frisko, Prismet, Brabrand, Hasselager, Nørrebrogade, Viby |